# Monument aux morts d'Anse-Bertrand
Le monument aux morts d'Anse-Bertrand est un cénotaphe situé à Anse-Bertrand en Guadeloupe, à l'angle de la rue Victor-Schœlcher et de la route nationale 6. Il a été érigé en 1935 en mémoire des soldats morts lors des combats de la Première Guerre mondiale et est inscrit aux monuments historiques en 2018.

## Histoire
Le monument aux morts est une commande de la commune, datant probablement de 1935, pour les soldats morts durant la Première Guerre mondiale. Il est inscrit au titre des monuments historiques par arrêté du 24 avril 2018.

## Description
Le monument aux morts est conçu dans un style métropolitain, avec une base blanche en béton portant un bronze intitulé Le Poilu au repos, représentant un Poilu debout, casqué et l'arme au pied. Ce bronze est l'œuvre du sculpteur Léon Leyritz (1888-1976) qui la réalise en 1932. Il est produit en série en Métropole par la Société métallurgique Durenne qui le vend également pour le monument aux morts de Saint-Louis à Marie-Galante.
Le socle de la base arbore une sculpture originale horizontale en bas-relief, œuvre du sculpteur Louis Robert Bate (1898-1948) élève de Paul Landowski, représentant un gisant mort sur lequel veille une Victoire ailée, portant des palmes, surmontée d'une inscription « 1914-1918 — À nos morts ».
Le monument aux morts – qui présente la particularité de ne porter aucun nom – est placé devant une petite esplanade, avec des bancs de part et d'autre, faisant face à la mairie au niveau du rond-point centrale de la commune.